# Regent Street Railway Station
Regent Street Railway Station (tidigare kallad Mortuary Railway Station) är en järnvägsstation belägen i Chippendale i New South Wales i Australien. Stationen ritades av James Barnet och byggdes i sandsten. Den uppfördes 1868–1869 för att transportera döda kroppar till begravningsplatsen Rookwood Necropolis. När det blev vanligt med bårbilar lades begravningstrafiken ned och stationen fick nytt liv som lastplats för djurtransporter. I februari 1950 elektrifierades stationen och användes för posttrafik, vilket fortsatte in på 1980-talet. 1981 annonserades det att stationen skulle restaureras och efter att arbetet slutförts 1985 upprättades en restaurang i stationsbyggnaden; restaurangen stängdes dock 1989. Sedan dess har den gamla stationen till stor del stått oanvänd. På 2000-talet har man låtit reparera stationshuset på grund av dess kulturhistoriska värde.

## Bakgrund
Mellan invigningen 1792 och stängningen 1820 var den begravningsplats som låg nära nuvarande Sydney Town Hall i stadens kärna kolonin New South Wales mest använda begravningsplats; den kom senare att kallas Old Burial Ground. I januari 1820 invigdes den nya begravningsplatsen Devonshire Street Cemetery söder om staden. Under 1840-talet blev det ont om plats även på denna begravningsplats och en ny plats anlades. Regeringen köpte 1862 en stor fastighet intill järnvägen nära Homebush som kom att bli Rookwood Necropolis. Den första gravsättningen där skedde fem år senare.
Bygget av Sydneys första järnväg mellan Sydney och Parramatta Railway Station inleddes 1850 av Sydney Railway Company. Allt eftersom bygget fortskred blev företaget beroende av ekonomiskt stöd från kolonin. I december 1854 godkändes ett lagförslag som lät New South Wales köpa företaget och därmed skapa ett statligt järnvägsbolag. Järnvägen invigdes den 26 september 1855 och stationen i Sydney var en enkel byggnad av korrugerad järnplåt.

## Historia
Järnvägsbanan Rookwood Cemetery Line anlades för att underlätta transport till och inom begravningsplatsen. Det första tåget till begravningsplatsen kördes i april 1864, sex månader innan banan invigdes. För att sköta begravningstrafiken uppfördes två nya stationer ritade av kolonins arkitekt James Barnet. En station ritad i italiensk gotik uppfördes inne på begravningsplatsen. Stationen i Sydney ritades i venetiansk gotik, utformad för att ge likkistorna som fördes över till tåget en högtidlig inramning. Byggnaden uppfördes 1868–1869 i sydneysandsten från Pyrmont av två olika färger med skiffertak. Perrongen och spåret var ursprungligen lika långa som stationshuset och rymdes under dess tak, men kom senare att förlängas. Ovanför husets åttasidiga portik uppfördes en spira i koppar. Kostnaden uppgick till 7 500 pund (detta motsvarar ungefär 800 000 australiska dollar eller drygt 4,6 miljoner kronor i 2014 års penningvärde). Stationen kallades ibland för Necropolis Receiving Station (på svenska ungefär: "Nekropolens mottagningsstation") och färdigställdes den 22 mars 1869; den invigdes i juni samma år. Stationen väckte mycket uppmärksamhet i media då det ofta poängterades att de avlidna fick en ståtlig järnvägsstation medan resenärer bara fick ett skjul.
Till följd av den ökade trafiken med bårbilar lades liktransporten till Rookwood per järnväg ned 1938. Tågtrafiken till begravningsplatsen fortsatte i mindre omfattning och utan likvagnar fram till 1948, men avgick vid tillfället från Sydneys centralstation. Den 14 mars 1938 döptes stationen om till Regent Street Railway Station och användes för att lasta hästar och hundar. Förutom djurtransporterna kom stationen även att användas som lagerlokal för ett bryggeri. I februari 1950 elektrifierades stationen så att en flotta elektriska postmotorvagnar kunde använda den; trafiken inleddes i augusti samma år och fortsatte in på 1980-talet. Närmare 1980-talet uppmärksammades stationens kulturhistoriska värde och den upptogs i det numera nedlagda federala registret för kulturskydd Register of the National Estate den 21 mars 1978. Detta innebar att stationen skyddas av ett definitivt beslut om att det ska bevaras för framtiden, utfärdat av delstaten den 2 oktober 1981. Runt samma tid blev stationen upptagen i National Trusts register.
State Rail Authority of New South Wales (SRA) meddelade 1981 att stationen skulle restaureras. SRA:s avdelning Way and Works Branch ledde projektet med vägledning av delstatens kulturskyddsmyndighet, med vissa arbeten utförda av externa bygg- och arkitektföretag. Kostnaden uppgick till 600 000 australiska dollar och stationen öppnades på nytt den 21 april 1985 av delstatsregeringens överhuvud, premiern Neville Wran. Innan invigningen hade SRA sökt idéer om hur stationen kunde återanvändas. Populärt bland förslagen var att använda stationen som restaurang och vid invigningen meddelade SRA:s verkställande direktör David Hill att det var möjligt att några restaurangvagnar skulle ställas till förfogande. Hyresavtalet skrevs 1986 och därmed startades etablissemanget Magic Mortuary där bland annat en pannkaksrestaurang ingick. Fyra järnvägsvagnar, varav två användes som restaurang, ställdes på spåret intill perrongen som en del av Magic Mortuary. Verksamheten lades ned i början av 1989 och vagnarna togs bort i februari samma år.
Sedan 1989 har stationen stått oanvänd, med undantag för en del specialtåg som avgått från stationen. Där har även arrangerats utställningar. Ungefär en tredjedel av perrongen revs cirka 2000, när man uppförde en bussterminal norr om stationen. Sedan den 2 april 1999 finns stationen med på delstatens kulturskyddsregister, State Heritage Register. Reparationsarbete utfördes 2012 på bland annat byggnadens trästycken och andra reparationsarbeten pågick 2008 och 2011.

## Galleri

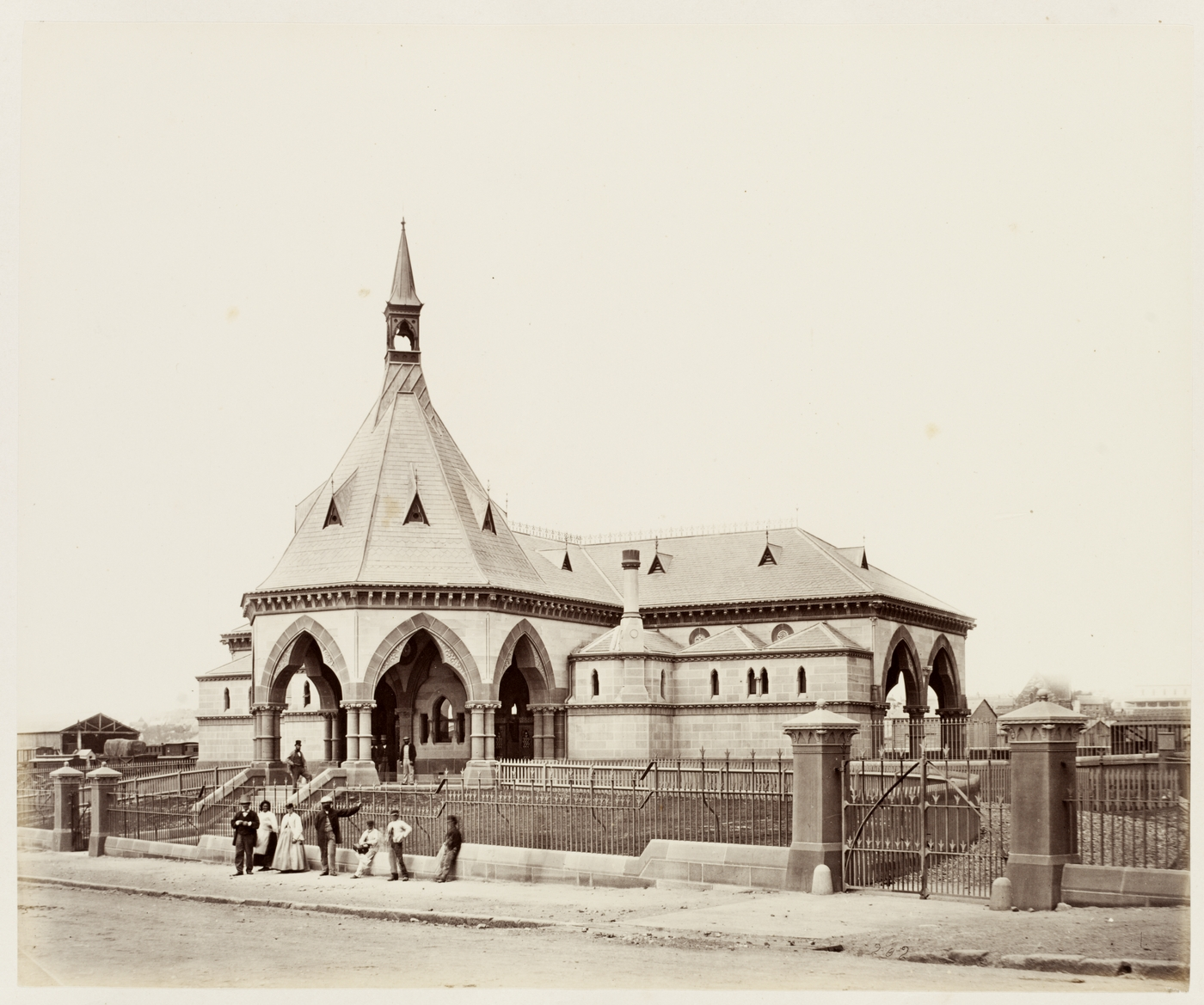
Stationen sedd från gatan 1872.
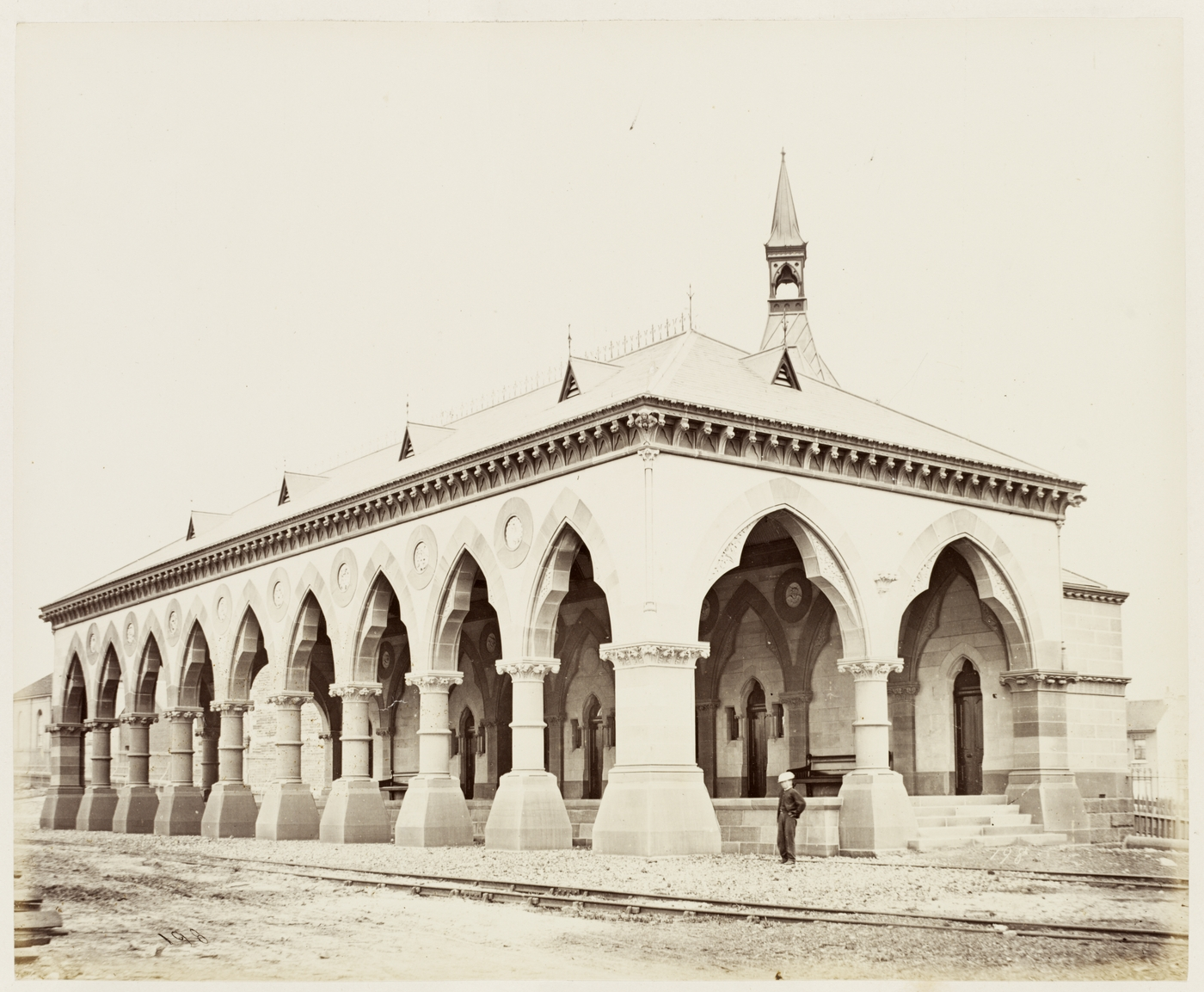
Stationen sedd från järnvägen 1872.
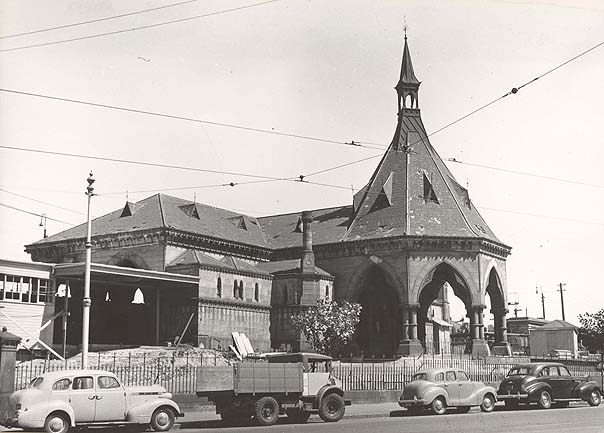
Stationen sedd från gatan cirka 1950-talet.
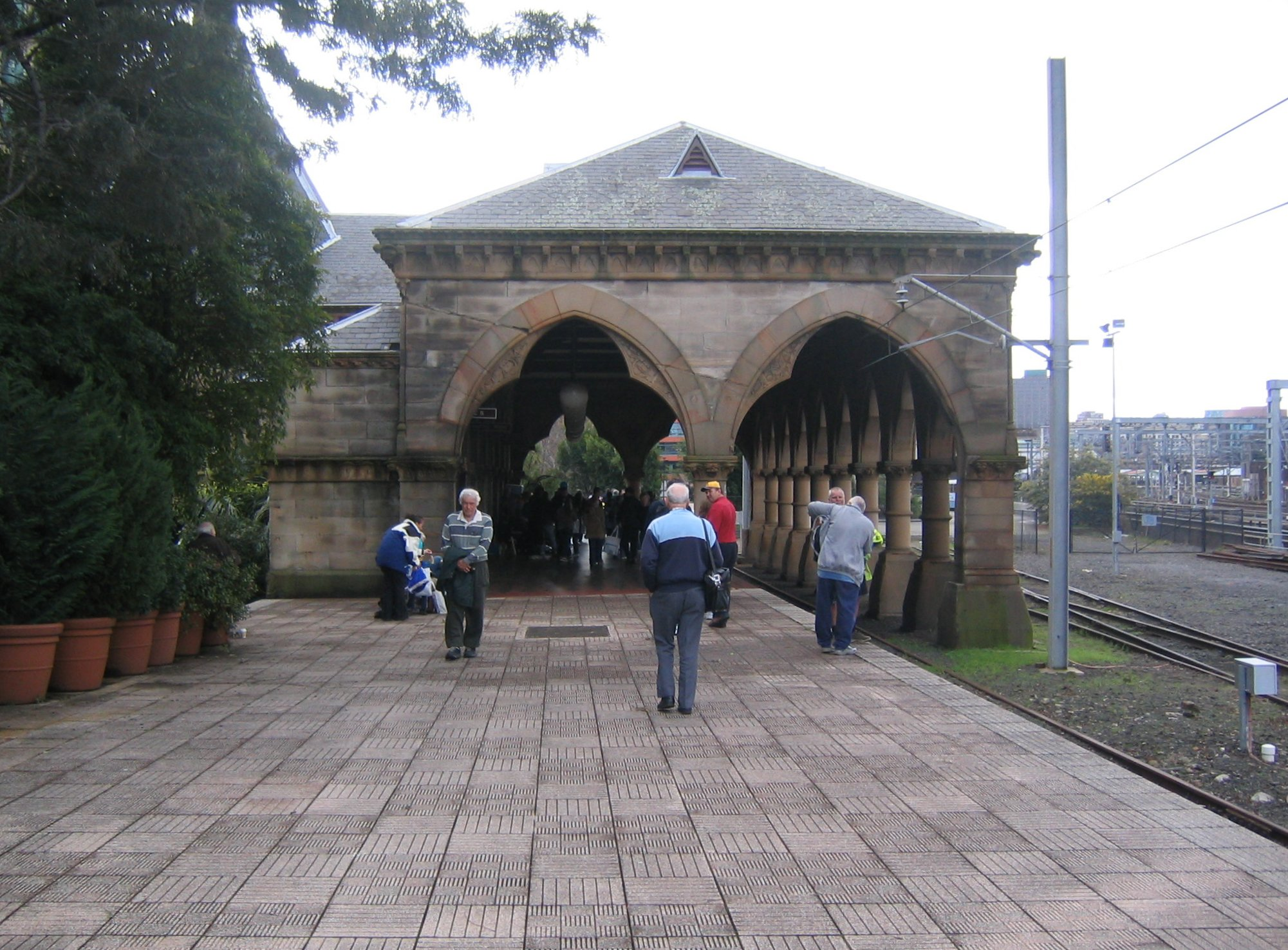
Stationshuset och perrongen den 7 augusti 2006.